# Sauda
Sauda (uttal (fil)) är en tätort och stad som utgör centralort i Sauda kommun i Rogaland fylke på Vestlandet i sydvästra Norge. Orten ligger vid norra änden av Saudafjorden i nordöstra delen av fylket.
Sauda är en industriort, där näringslivet är baserat på metallförädling. År 1998 beslöt kommunen att Sauda skulle benämnas stad (norska: by).

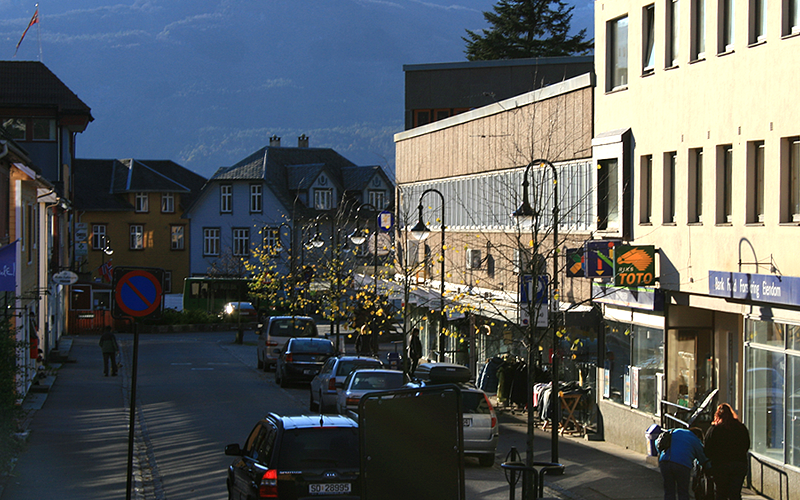
Skulegata.